# Rio Waida
Rio Waida (jap. 和井田 理央; * 25. Januar 2000 in Saitama, Japan) ist ein indonesischer Surfer.

## Biografie
Rio Waida wurde als Sohn eines indonesischen Vaters und einer japanischen Mutter in Saitama, Japan geboren. Im Alter von 5 Jahren zog er mit seiner Familie nach Bali. Bei den Südostasienspielen 2019 gewann er Silber für Indonesien und nahm als erster indonesischer Surfer an den im Sommer 2021 ausgetragenen Olympischen Spielen in Tokio teil. Bei der Eröffnungsfeier war er Fahnenträger seines Landes. Er gewann Silber bei den ISA World Surfing Games 2022.
Seit 2019 startet er in der World Surf League.